# Lotus Elite
Lotus Elite ist die Bezeichnung für Sportwagenmodelle, die der britische Automobilhersteller Lotus Cars für zwei verschiedene Baureihen benutzte.

## Elite (Typ 14, 1957–1963)
Der erste Lotus Elite, der Typ 14, war ein sehr leichtes, zweisitziges Coupé. Es wurde 1957 auf der London Motor Car Show vorgestellt und von 1957 bis 1963 hergestellt.
Der Elite ist nach dem Berkeley Sports von 1956 das zweite serienmäßige Automobil mit einer selbsttragenden Karosserie aus glasfaserverstärktem Kunststoff. Die mit einem Luftwiderstandsbeiwert von 0,29 recht strömungsgünstige Karosserie wurde von Peter Kirwan-Taylor und Frank Costin entworfen. Sie ist aus drei Schalen aufgebaut. Zwei davon bilden die Außenhaut und die dritte den Motor- und den Innenraum. Material der Kunststoffmatrix war das damals neue Epoxidharz und die Karosseriebauteile wurden aus Glasfasermatten und Harz von Hand laminiert. Ein einlaminierter Stahlrahmen zog sich um die Windschutzscheibe und verstärkte die A-Säule, trug die Türscharniere und seine unteren Enden dienten als Wagenheberaufnahme. Auch der Motor und Vorderradaufhängung saßen an einem einlaminierten Hilfsrahmen. Die Karosserie gilt als anfällig für Brüche an den Krafteinleitungspunkten und das Nachfolgermodell Elan bekam einen, wenn auch leichten (34 kg) Zentralrohrrahmen aus Stahlblech.

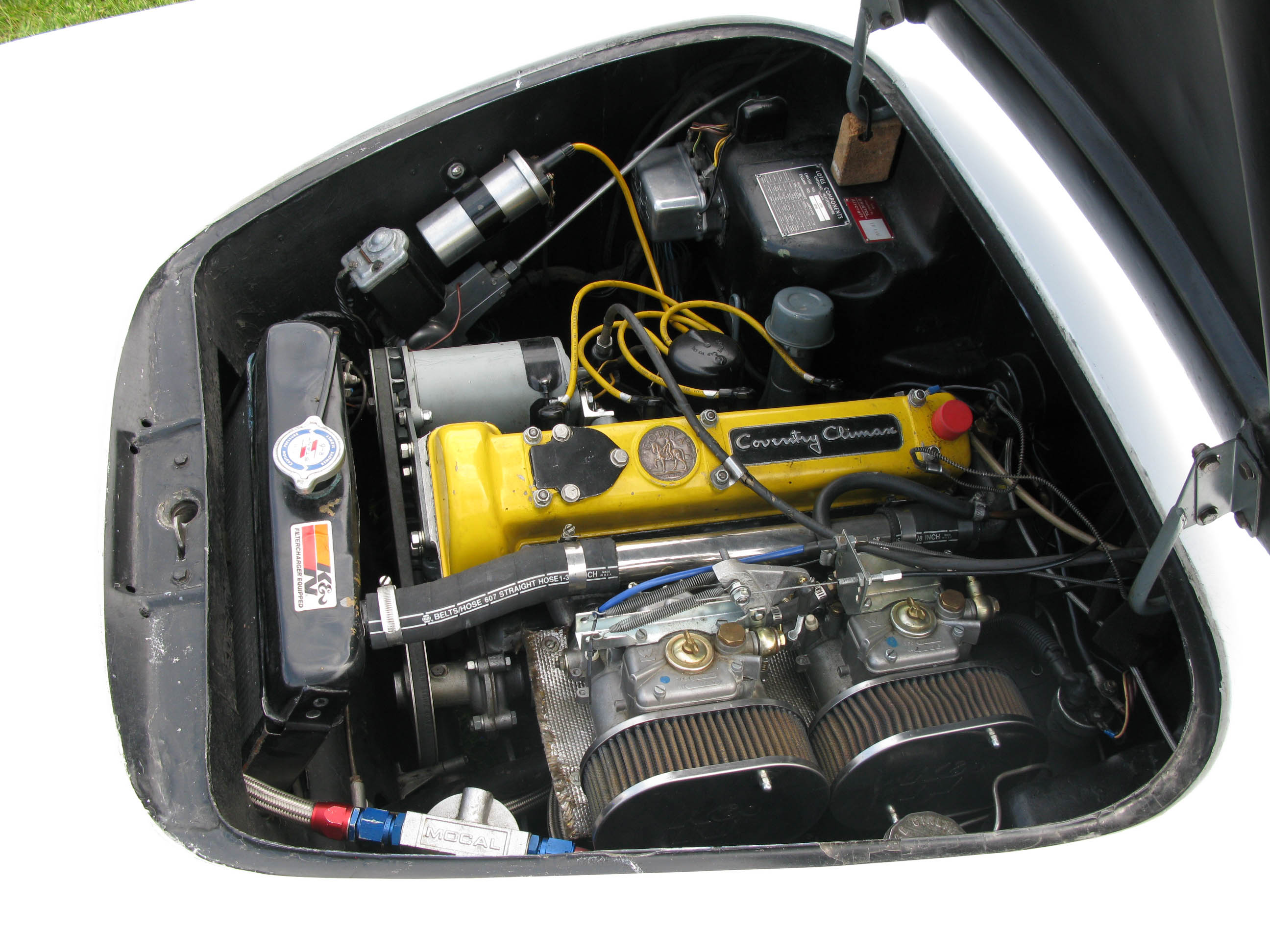
Der Motorraum des Lotus Typ 14

Als er 1957 auf der London Motor Show vorgestellt wurde, war der Elite der einzige in England hergestellte Sportwagen mit obenliegender Nockenwelle. Der Hersteller Coventry Climax lieferte den Motor vom Typ FWE, der aus dem Motor einer tragbaren Feuerwehrpumpe (Typ FW für „feather weight“-Federgewicht) entwickelt worden war. Gehäuse und Zylinderkopf waren aus Aluminium und daher sehr leicht. Der kurzhubige (67 mm/76 mm) Vierzylinder-Reihenmotor mit einem Hubraum von 1216 cm³ hat trockene Laufbuchsen, drei Kurbelwellenlager und zwei parallel hängende, mit Tassenstößeln betätigte Ventile pro Zylinder. Die geschmiedete Kurbelwelle treibt über ein geradeverzahntes Stirnradpaar mit halber Drehzahl eine Zwischenwelle, die die Kraft über eine Kette auf die Nockenwelle und über einen Schraubenrädertrieb auf die Verteilerwelle mit der Ölpumpe weitergibt. Ein- und Auslass liegen auf der gleichen Seite des Zylinderkopfes, die Brennräume sind keilförmig. Mit einer Verdichtung von 8,5:1 leistet er 55 kW (75 bhp) bei 6100/min. Über die gesamte Bauzeit hinweg wurde nur dieser Motor angeboten, es gab aber verschiedene Tuningstufen mit bis zu 77 kW.
Coventry Climax war damals führend bei Rennmotoren, verdiente sein Geld aber mit Motoren für Gabelstapler und Feuerspritzen. Einige Einzelstücke wurden – auch nach der offiziellen Bauzeit der Elite – mit dem Lotus-TwinCam-Motor aufgebaut, und in den USA gab es relativ viele Umbauten auf Ford-Kent-Motoren, da die Coventry-Climax-Motoren nach der Insolvenz des Importeurs Jay Chamberlain keine funktionierende Ersatzteilversorgung mehr hatten.
Über ein Vierganggetriebe wird die Kraft auf die Hinterräder übertragen. Die Vorderräder sind an doppelten Dreieckslenkern aufgehängt, hinten ist eine „Chapman-Achse“  eingebaut, also radführende Federbeine mit den Antriebswellen als Querlenkern und Längslenkern, später diagonal angeordneten Dreieckslenkern (mit zwei Aufhängungspunkten am Radträger und einem weiter vorn in der Mitte). Die Bremsen sind von Girling, ohne Servo hydraulisch betätigt, mit Scheiben an allen Rädern, hinten innenliegend.
Der Elite, von dem insgesamt nur 988 Stück hergestellt wurden, war als Sportwagen gedacht und wurde erfolgreich in Rennen gefahren. Der Elite erreichte den ersten und den zweiten Platz seiner Klasse in Le Mans zwischen 1961 und 1963.

## Elite (Typ 75/83, 1974–1982)
Die zweite Baureihe hatte außer dem Namen nichts mit dem ursprünglichen Wagen gemein und wurde von Mai 1974 bis Dezember 1982 produziert.
Dieses erste Lotus-Kombicoupé hatte einen Frontmotor, Hinterradantrieb, Einzelradaufhängung und sollte als Viersitzer Familien des gehobenen Mittelstandes ansprechen. Wie alle Seriensportwagen seit dem Elan, hat auch der Elite II eine GFK-Karosserie über einem Zentralrohrrahmen aus Stahlblech. Ab 1980 war dieser verzinkt. Erst mit der Elise wich man von dieser Art der Konstruktion ab.
Ab 1974 war Servolenkung und eine Klimaanlage als Zusatzausstattung erhältlich. Das ursprünglich nur mit einem Fünfgang-Schaltgetriebe ausgestattete Fahrzeug war ab Anfang 1976 auch mit Automatikgetriebe erhältlich. Der Elite II ist die Basis für die Viersitzer Eclat und Excel.
Der Elite II ist der erste Lotus mit dem 907-Motor. Der Reihenvierzylindermotor mit Aluminium-Zylinderblock hat zwei obenliegende Nockenwellen und 1973 cm³ Hubraum und erzeugt daraus ca. 118 kW (160 PS). Der 907-Motor wurde schließlich die Basis der Esprit-Motoren, sowohl für Saug- als auch Turbo-Varianten.

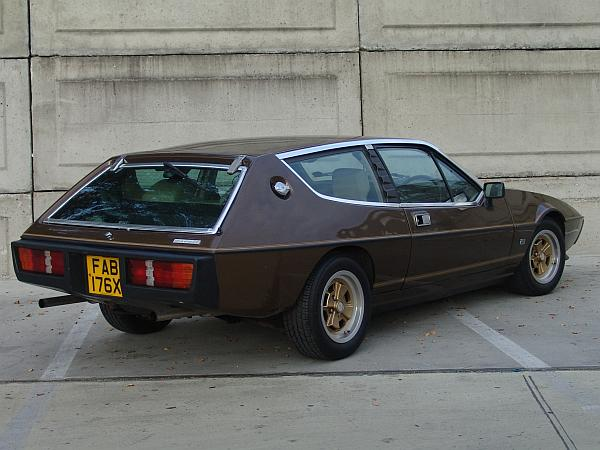
Heckansicht
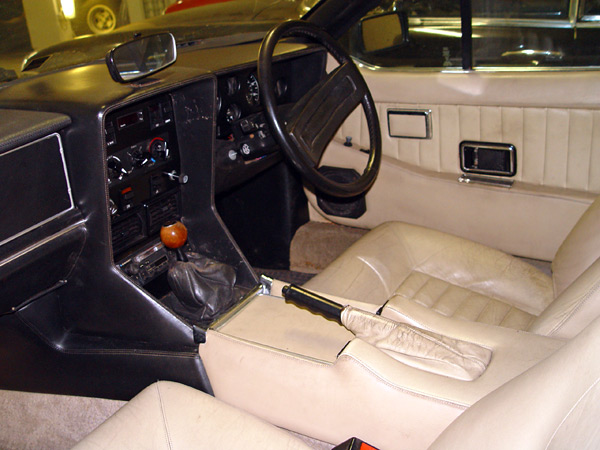
Interieur